# Michael Delura
Michael Delura (ur. 1 lipca 1985 w Gelsenkirchen) – niemiecki piłkarz polskiego pochodzenia.

## Kariera
W latach 1991–1994 występował w juniorskich klubach DJK Falke Gelsenkirchen i VfB Gelsenkirchen. Następnie w juniorskiej drużynie SG Wattenscheid 09 (1994–1999) i FC Schalke 04 (1999–2003).
Od 2003 roku był zawodnikiem seniorskiego zespołu FC Schalke 04. Występował w młodzieżowej reprezentacji Niemiec. W sezonie 2005/2006 był wypożyczony z Schalke do Hannoveru, a w sezonie 2006/2007 do Borussii Mönchengladbach, z którą spadł z ligi. Latem 2007 na krótko wrócił do Schalke, ale niedługo potem podpisał kontrakt z greckim Panioniosem. Latem 2009 roku Panionios rozwiązał kontrakt z Delurą, a ten odszedł do Arminii Bielefeld.
Według niektórych źródeł w lutym 2006 roku odrzucił ofertę gry w seniorskiej kadrze Polski. Jednak zaprzeczył temu sam Delura w niedawnym wywiadzie dla portalu FutbolNews.